# Ugovor o špediciji
Ugovor o špediciji je ugovor na osnovu koga se jedna strana (otpremnik, špediter) obavezuje da u svoje ime a za račun druge strane (komitenta, nalogodavca domaćeg ili stranog) otprema ili doprema robu, kao i da izvrši sve potrebne radnje, carinske i druge formalnosti u vezi prevoza robe, dok se komitent obavezuje da špediteru plati određenu naknadu (proviziju). 
Poslove špedicije mogu obavljati privredni subjekti registrovani u Registru privrednih subjekata koji vodi Agencija za privredne registre, a u slučaju međunarodne špedicije i ako ispunjavaju uslove pripisane članom 26. Carinskog zakona ("Sl. glasnik RS", br. 73/2003, 61/2005 i 85/2005 - dr. zakon).

## Posao špeditera
Špediterska (otpremnička) preduzeća u svoje ime a po nalogu i za račun komitenta sa ciljem sticanja dobiti organizuju otpremu, odnosno dopremu robe i obavljaju poslove i radnje u vezi sa organizacijom otpreme ili dopreme robe pri čemu su najznačajniji poslovi vezani za prevoz robe. Špediter nije vozar, on organizuje prevoz robe, ali je sam ne prevozi. Prevoz robe vrši vozar, a špediter blagovremeno obavlja sve potrebne radnje u vezi sa prevozom robe i angažuje prevozioca robe (vozara). Međutim, špediter može da obavlja i prevoz robe i u tom slučaju špediter se pojavljuje i kao prevoznik. 
Špediter, na osnovu naloga komitenta preuzima obavezu da organizuje otpremu i dopremu robe (preuzimanje robe, pakovanje, ambalaža, obeležavanje koleta, pribavljanje dokumenata, obezbeđivanje prevoznog sredstva, ugovaranje prevoza do odredišta, osiguranje i dr.). Špediter obavlja i niz radnji na koje obavezuju carinski propisi (carinjenje robe i sl.). 
Carinskim zakonom je utvrđeno da ako lice o čijim pravima i obavezama se odlučuje odredi zastupnika za preduzimanje tih radnji, odnosno u slučaju ako zastupnik istupa u svoje ime a za račun drugog lica (posredni zastupnik) zastupnik mora biti pravno lice sa sedištem u Republici Srbiji, registrovano za poslove međunarodne špedicije i upisano u poseban registar zastupnika kod Uprave carina. 
Posredni zastupnik je dužan da vodi evidenciju o svim radnjama koje preduzima kao posredni zastupnik pred carinskim organima, a na način koji odredi Uprava carina (član 26. Carinskog zakona). 

## Forma ugovora o špediciji
Posebna forma za zaključenje ugovora o špediciji nije propisana, pa se na zaključivanje ugovora o špediciji primenjuju opšta pravila o zaključenju ugovora o robnom prometu, što znači da ugovor o špediciji spada u neformalne ugovore. Međutim, zbog lakšeg dokazivanja i složenosti samog ugovora sigurnije je da se ugovor o špediciji zaključi u pismenoj formi. 
Kod ugovora o špediciji ugovorne strane su špediter (otpremnik) i komitent (nalogodavac). 
U ulozi komitenta može da se pojavi bilo koje pravno ili fizičko lice. 

## Obaveza špeditera
Osnovna obaveza špeditera je da postupa savesno i u skladu sa nalogom komitenta, štiteći u svemu interese komitenta. Špediter je dužan da se pridržava uputstava komitenta, a ako ne može u svemu da postupi po njegovim uputstvima dužan je da komitenta o tome obavesti i od njega zatraži nova uputstva. Ako nema vremena, zbog okolnosti slučaja, da pribavi nova uputstva od komitenta, špediter je dužan da postupi u skladu sa interesima komitenta. 
Pored navedenog, osnovne obaveze špeditera su da: 
- primi robu od komitenta (ili trećeg lica) radi otpreme ili dopreme
- robu čuva
- zaključuje potrebne ugovore
- postupa po nalogu komitenta
- obaveštava komitenta
- izvrši obračun sa komitentom

Špediter ima obavezu utvrđivanja kvaliteta robe i uzimanja uzoraka samo kada je to ugovoreno. 
Posle prijema robe, a pre njene predaje prevozniku, špediter je dužan da robu čuva s pažnjom dobrog privrednika. Špediter ima obavezu da osigura uskladištenu robu samo ako za to dobije nalog od komitenta (sa obimom i vrstom osiguranja). 
Komitent može da zahteva od špeditera da za robu koja se doprema iz inostranstva sprovede potrebni carinski postupak i plati carinske dažbine za račun komitenta. 
S obzirom da radi za račun komitenta špediter mora štititi njegove interese, pa posebno mora da vodi računa o izboru lica sa kojima zaključuje pojedine ugovore (prevozilac, osiguravajuće društvo, skladište i dr.). Takođe, ima obavezu da obezbedi prava svog komitenta prema trećim licima (npr. da obezbedi verodostojne dokaze o oštećenju robe, da istakne prigovore i reklamacije prevoziocu i drugim licima, da preduzme potrebne mere i radnje da bi komitentu bili vraćeni iznosi koji su nepravilno naplaćeni - prevozni troškovi, carinske dažbine i sl.). 
Špediter je dužan da komitenta obaveštava o toku posla, o zaključenju pojedinih ugovora, prijemu robe i sl.). 
Špediter je dužan da po završetku posla komitentu podnese obračun sa potrebnom dokumentacijom. 

## Prava špeditera
Osnovna prava špeditera su: 
- pravo na proviziju
- pravo na naknadu troškova
- pravo na avans (predujam)
- pravo zaloge
- pravo samostalnog ispunjenja

Pravo na proviziju špediter ostvaruje prema ugovoru, a ako ona nije ugovorena visina provizije se određuje prema opštim uslovima poslovanja, propisima ili trgovačkim običajima.
Špediter ima pravo na naknadu troškova do kojih je došlo u vezi sa otpremom ili dopremom robe. 
Špediter ima pravo da od komitenta zahteva avans za izvršavanje komitentovog naloga.
Ako je ugovoreno da će špediter naplatiti svoja potraživanja od primaoca stvari, špediter zadržava pravo da traži isplatu naknade od nalogodavca ako primalac odbije da mu je isplati (član 842. Zakona o obligacionim odnosima - "Sl. list SFRJ", br. 29/78, 39/85, 45/89 - odluka USJ i 57/89 i "Sl. list SRJ", br. 31/93). 
Prema članu 846. Zakona o obligacionim odnosima špediter, radi obezbeđenja naplate svojih potraživanja nastalih u vezi sa ugovorom o špediciji, ima pravo zaloge na stvarima predatim radi otpremanja i u vezi sa otpremanjem sve dok može raspolagati njima. 

## Obaveze komitenta (nalogodavca)
Komitent je dužan da špediteru isplati naknadu prema ugovoru, a ako naknada nije ugovorena onda naknadu određenu tarifom ili nekim drugim opštim aktom, a u nedostatku ovoga, naknadu određuje sud. 
Komitent je dužan da špediteru naknadi potrebne troškove učinjene radi izvršenja naloga o otpremanju stvari, s tim što špediter naknadu troškova može da traži odmah pošto ih je učinio. 
Komitent je dužan da špeditera obavesti o osobinama stvari kojima može biti ugrožena sigurnost lica ili dobara ili nanesena šteta, a kad se u pošiljci nalaze dragocenosti, hartije od vrednosti ili druge skupocene stvari da saopšti njihovu vrednost u času predaje radi otpremanja. 

## Posebne vrste ugovora o špediciji
Zakonom o obligacionim odnosima, čl. 844. i 845. kao posebni slučajevi špedicije utvrđeni su otprema sa fiksnom naknadom i zbirna otprema. 
Komitent i špediter mogu ugovoriti jednu ukupnu svotu (u fiksnom iznosu) za izvršenje naloga o otpremanju robe. Ta naknada obuhvata naknadu po osnovu otpremanja, naknadu za prevoz robe i naknadu svih drugih troškova. U ovom slučaju špediter odgovara i za rad prevoznika i drugih lica koja učestvuju u otpremanju i dopremanju robe. 
Zbirna špedicija postoji kada špediter organizuje otpremu robe više komitenata - zbirna otprema. Špediter može uvek da organizuje zbirnu otpremu osim ako je to ugovorom isključeno. U slučaju zbirne otpreme špediter odgovara za gubitak ili oštećenje stvari nastalih za vreme prevoza do kojih ne bi došlo da nije bilo zbirne otpreme. U slučaju organizovanja zbirne otpreme razlika u vozarini pripada komitentu, a špediter ima pravo na posebnu dodatnu naknadu. 

## Prestanak ugovora o špediciji
Ugovor o špediciji može prestati: ispunjenjem, nemogućnošću ispunjenja, prestankom ili stečajem ugovornih strana, opozivom naloga od strane komitenta ili otkazom naloga od strane špeditera. 
U slučaju da komitent po svojoj volji odustane od ugovora dužan je da špediteru naknadi sve troškove koje je do tada imao i isplati mu srazmerni deo provizije za dotadašnji rad. U slučaju da komitent odustane od ugovora da bi posao poverio drugom špediteru, špediter pored naknade za troškove koje je imao do tada, ima pravo i na deo naknade i izgubljene dobiti. U slučaju da špediter odustane od ugovora komitent ima pravo na naknadu štete.

## Literatura
- e-Press:Zaključivanje ugovora o otpremanju robe - špediciji, 2006/225, objavljen 18/012006